# Frankenthal-Klasse
Die Boote der Frankenthal-Klasse (Klasse 332) gehören zur dritten Generation der deutschen Nachkriegsminenjagdboote. Ebenso wie die Hameln-Klasse (Klasse 343), die Kulmbach-Klasse (Klasse 333) und die Ensdorf-Klasse (Klasse 352) wurden die Boote der Klasse auf der Grundlage der Einheitsplattform gebaut, die einen einheitlichen Bootskörper für alle vier Klassen vorsieht. Bedingt durch die unterschiedlichen Aufgabenstellungen unterscheidet sich die Frankenthal-Klasse allerdings von den anderen Bootsklassen hauptsächlich im Bereich der Aufbauten. Die Minenjagdboote der Klasse 332 ersetzten die der Lindau-Klasse (Klasse 331).

## Aufgaben
Hauptaufgabe eines Minenjagdbootes ist das Suchen und Vernichten von Seeminen. Aufgrund ihrer Ausstattung ist es den Booten auch möglich, eine genaue Kartografie des Meeresbodens vorzunehmen; es können z. B. Wrackteile geortet werden, um diese für die Seeschifffahrt zu vermerken. Neben der Minenräumung sind die Boote auch in der Lage, als Minenwurfplattform zu dienen.

## Vorgeschichte der Beschaffung
Die Taktisch-Technische Forderung für die Klasse 332 wurde im Jahre 1980 erstellt, die Erstellung der Definition mit Ablieferung im Frühjahr des Jahres 1987 übernahmen die Firmengruppen AEG und MBB.
Die Klasse 332 wurde parallel zu der Klasse 343 entwickelt, Entwurf und Konstruktion wurde durch die Messerschmitt-Bölkow-Blohm GmbH, München, die STN Systemtechnik Nord GmbH, Hamburg, die Arbeitsgemeinschaft (ARGE) 343, Bremen, und ARGE MJ 332, Bremen, ausgeführt.
Die ARGE MJ 332 und ARGE 343 bestanden jeweils aus den Unternehmen Fr. Lürssen Werft GmbH & Co. KG, Bremen, Abeking & Rasmussen Schiffs- und Yachtwerft GmbH & Co. KG, Lemwerder, und Kröger-Werft Rendsburg GmbH.
Der erste Einzelentwurf sah ein Minenjagdboot mit einer Verdrängung von etwa 400 t vor; die Antriebsmaschinenanlage sollte aus zwei Antriebsdieselmotoren KHD BA 12M 814 LLK-R mit je 600 kW (816 PS), zwei Verstellpropellern auf zwei Wellen und einem E-Zusatzantrieb für Schleichfahrt bestehen. Die E-Maschinenanlage sollte aus insgesamt vier Dieselgeneratoren bestehen. Als Effektoren waren ein 40-mm-Geschütz L/70 Typ 58 und ein Nächstbereich-Flugabwehr-Flugkörper-System RIM-116 RAM, als Sensoren entweder das optronische PEAB 9 L V 100 oder das radar-, infrarot- und lasergestützte PEAB 9 LV 200 MV2 vorgesehen.
Die Vertragsunterzeichnung zwischen dem Bundesamt für Wehrtechnik und Beschaffung (BWB), Koblenz, und dem Generalunternehmer (GU) fand am 30. September 1988 statt. Die Erteilung des Bauauftrages für die ersten zehn Minenjagdboote an die ARGE MJ 332 erfolgte am 24. November 1988. Der Bauauftrag für zwei weitere erfolgte am 13. Oktober 1995, GU waren die STN Atlas Elektronik GmbH, Bremen, und die ARGE MJ 332, Bremen.

## Technik, Ausrüstung und Daten

### Schiffbautechnische Beschreibung
Der Bootskörper und der Aufbau bestehen aus amagnetischem Chrom-Nickel-Mangan-Molybdän-Stickstoff-Schiffbaustahl und beim Bau wurde das Längsspant- und Querrahmensystem angewandt. Das Minenjagdboot verfügt über eine halbversenkte Back, zehn wasserdichte Abteilungen und ABC-Schutz.
Es hat eine Einsatzverdrängung von 650 t bei einer Länge über alles von 54,40 m, einer Breite über alles von 9,20 m, einem Konstruktionstiefgang von 2,50 m und einem Einsatztiefgang von 2,60 m. Das Boot verfügt über zwei Antriebsdieselmotoren MTU 16V 396 TB84 mit je 2.040 kW (2.775 PS), zwei Wellen mit zwei Sulzer-Escher-Wyss-Verstellpropellern mit Durchmessern von je 1,90 m und zwei Hochleistungsflossenruder. Drei E-Dieselmotoren MWM mit je 230 kW (312 PS) und drei Generatoren mit je 160 kVA komplettieren die Maschinenanlage.
Die Konstruktionsgesamtleistung liegt bei 4.080 kW (5.550 PS), die Kurzhöchstgesamtleistung bei 4.480 kW (6.090 PS). Die Langsamfahrgeschwindigkeit beträgt 2 bis 6 kn, die Marschgeschwindigkeit 12 kn und die Dauerhöchstgeschwindigkeit über 18 kn.
Das Minenjagdboot verfügt über einen Brennstoffvorrat von 60,29 m3.
Als Sensoren stehen Navigationsanlage NBD, Funkpeiler, Radargerät Raytheon SPS-64 L-Band, Satellitennavigationsanlage GPS-Navstar, System zur Auswertung und Darstellung taktischer Daten im Minenkampf (SATAM), Datenauswerte- und Informationssystem (DAISY), Minenjagdsystem Atlas Elektronik MWS 80-4 und Sonar Atlas Elektronik DSQS-11M zur Verfügung.

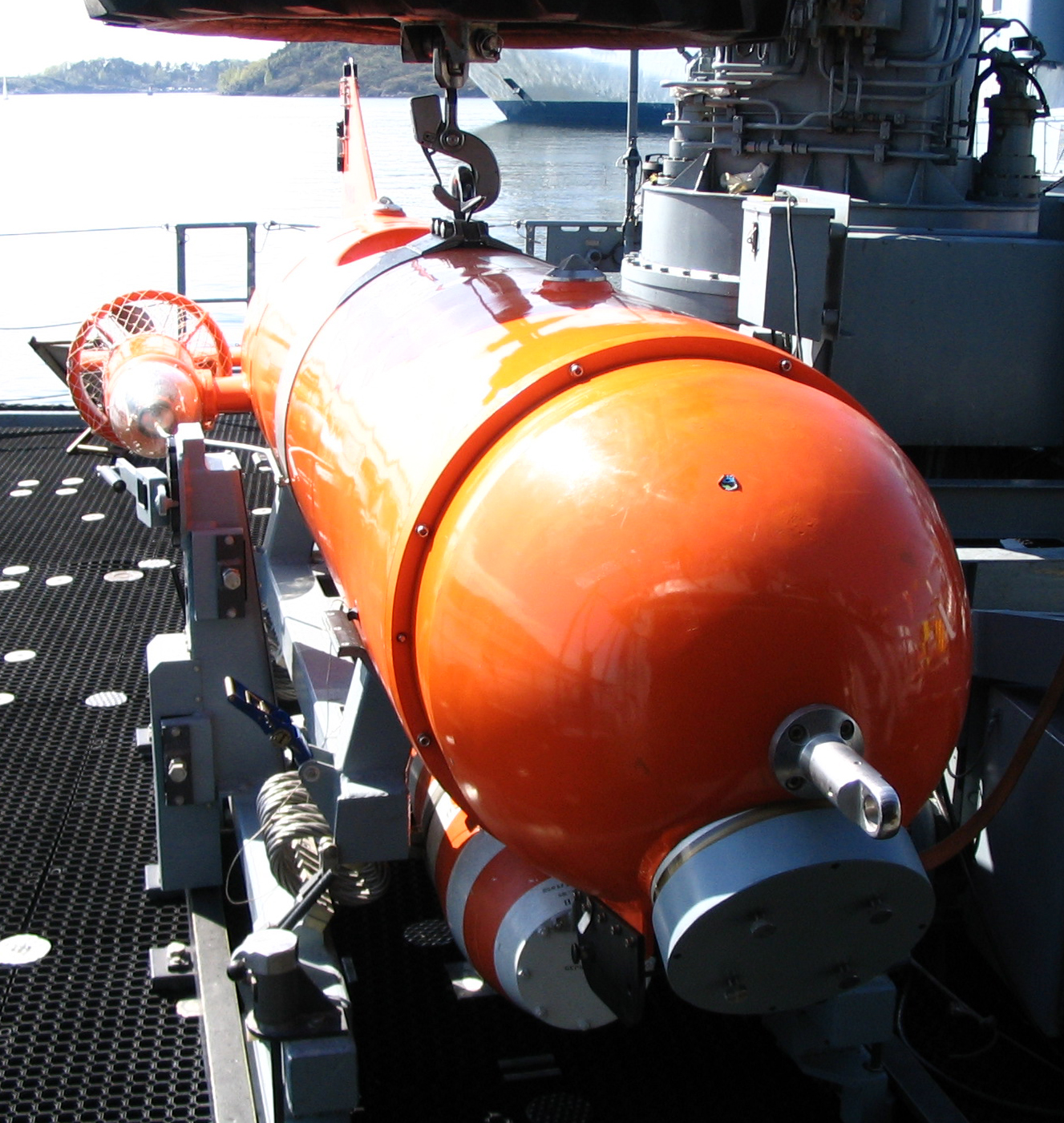
Minenjagddrohne STN PINGUIN B3

Als ergänzende Ausrüstung verfügt das Minenjagdboot über Magnetischen Eigenschutz (MES), zwei Minenjagddrohnen STN Systemtechnik Nord PINGUIN B3, Minentaucherausrüstung, Taucherdruckkammer, Teleskop-Bordkran, ein Schlauchboot, vier Rettungsinseln und zwei Buganker in Seitenklüsen.

### Besatzung
Das Minenjagdboot kann eine Besatzung von bis zu 44 Personen aufnehmen. Zur Besatzung gehören neben den allgemeinen Soldaten, wie Navigatoren, Signälern, Sonargasten und Technikern auch spezialisierte Minentaucher, für die unter anderem eine Taucherdruckkammer zur Verfügung steht.

### Bewaffnung

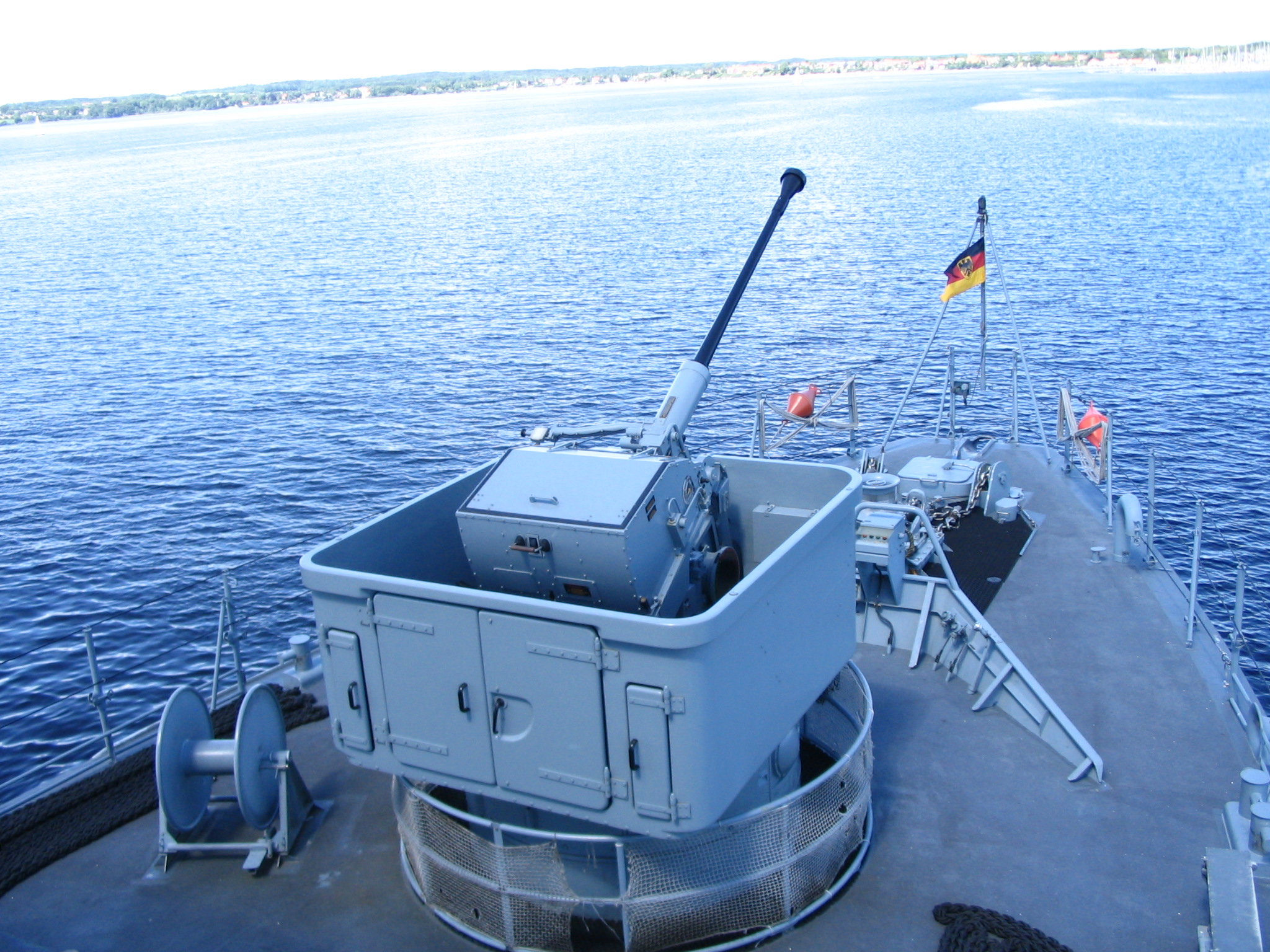
40-mm-Geschütz L/70

Wie bereits erwähnt, waren die Boote ursprünglich mit einem 40-mm/L70-Geschütz auf dem Vorschiff ausgestattet. Diese Waffen wurden jedoch auf allen Booten durch ein Marineleichtgeschütz (MLG) 27 ersetzt, um so den Eigenschutz zu verbessern. Weiterhin stehen zwei Flugabwehrsysteme FIM-92 Stinger (Fliegerfaust 2) zur Luftverteidigung zur Verfügung.
Für Wach- und Sicherungsaufgaben werden wenigstens zwei Maschinengewehre MG3, drei Gewehre G36, drei Maschinenpistolen MP2 sowie zwei Pistolen P8, Handgranaten sowie eine einläufige und eine doppelläufige Signalpistole an Bord mitgeführt.

### Minenjagdgeräteausstattung
Ursprünglich waren alle Boote für die Minenjagd mit dem Sonar Atlas Elektronik DSQS-11M mit einem steuerbaren Suchsektor von 90° sowie mit der Minenjagddrohne „Pinguin B3“ ausgerüstet. Die erfassten Daten werden mit dem System zur Auswertung und Darstellung taktischer Daten im Minenkampf (SATAM) ausgewertet.
Seit 2010 werden alle zehn Boote von den Fernlenkdrohnen „Pinguin B3“ auf „Seefuchs“ umgerüstet. Zunächst wurden die Boote Dillingen, Homburg, Sulzbach-Rosenberg, Fulda und Weilheim modernisiert. Die Dillingen wurde zudem mit dem Integrated Mine Countermeasures System (IMCMS) von Atlas Elektronik ausgestattet. Am 21. Dezember 2016 wurde Atlas Elektronik mit der Umrüstung der letzten drei Boote beauftragt. Diese umfasst den Ersatz des Führungs- und Waffeneinsatzsystems durch das IMCMS, den Ersatz der Unterwasserdrohne „Pinguin B3“ durch die Sprengdrohne „Seefuchs“ zur Minenjagd und die Übertragung der Fähigkeit zur Lenkung der Überwasserdrohnen „Seehund“ zum Simulationsräumen. Damit werden künftig zehn Minenjagdboote der Klasse 332 zur Verfügung stehen, die die Fähigkeiten Minenjagen, Minenräumen und Minentauchen zur Seeminenabwehr abbilden. Für die Minenbekämpfung stehen je Boot 28 Minenvernichtungsladungen „Seefuchs“ zur Verfügung.

### Minenwurfeinrichtung

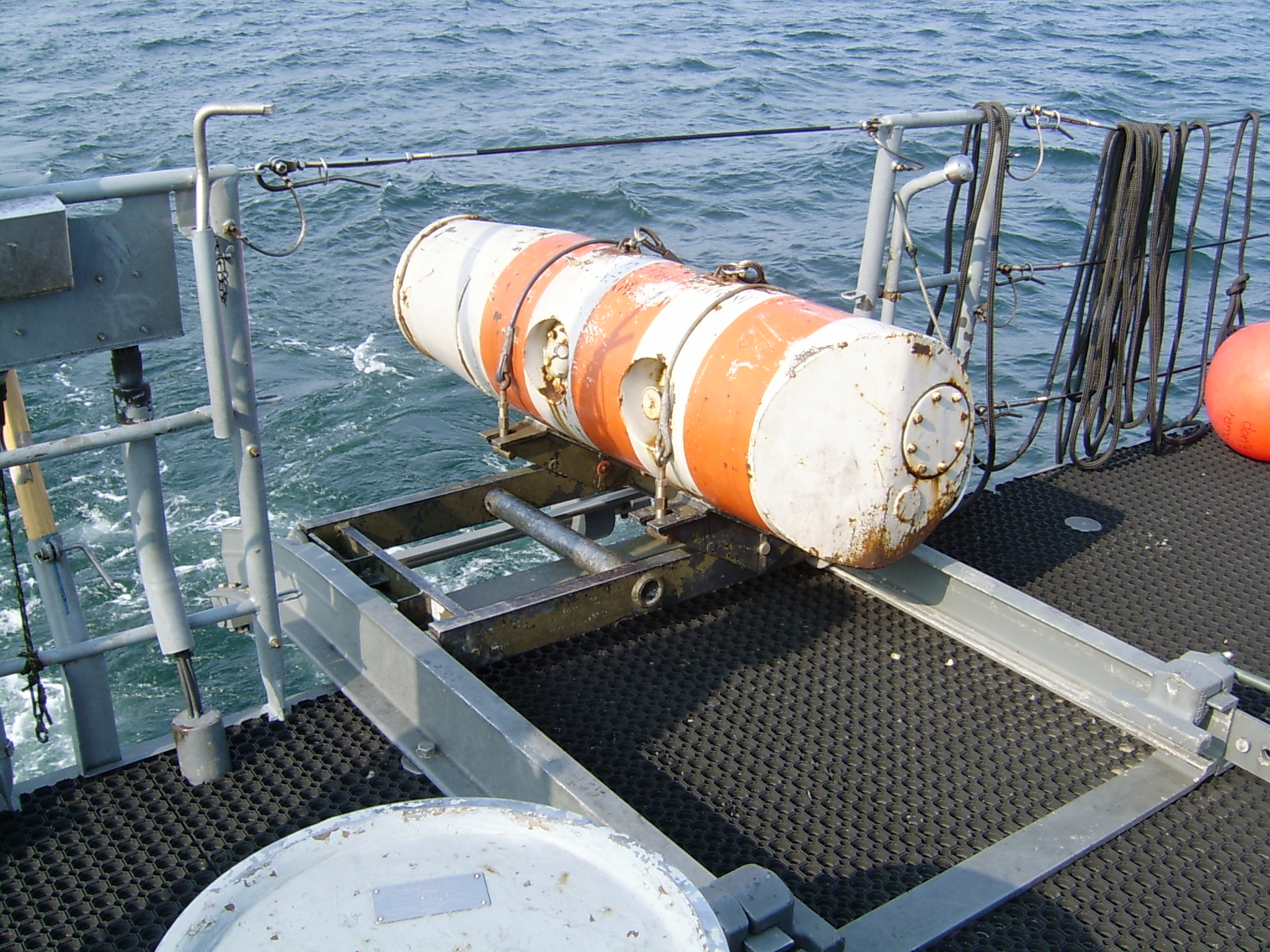
Übungsmine klar zum Wurf

Das Minenjagdboot kann bis zu 20 Seeminen (Ankertau- und Grundminen) aufnehmen, die bei Bedarf vom Achterdeck aus geworfen werden.

## Geschwader
Ursprünglich gehörten alle zwölf Boote der Klasse zum 1. Minensuchgeschwader, da dieses Geschwader als Typgeschwader Klasse 332 vorgesehen war. Im Jahre 1999 kam es allerdings zu Umstrukturierungen, nach denen die Boote Frankenthal, Sulzbach-Rosenberg und Bad Rappenau dem 3. Minensuchgeschwader unterstellt wurden. Als am 22. Dezember 2005 das 1. Minensuchgeschwader außer Dienst gestellt wurde, kamen die verbleibenden neun Einheiten in das 3. und 5. Minensuchgeschwader. Zum Ende des Jahres 2015 wurde auch das 5. MSG aufgelöst, so dass die letzten beiden Boote des Geschwaders dem 3. MSG unterstellt wurden. Somit sind alle Minenabwehreinheiten im 3. MSG gebündelt.

## Sonstiges
Ursprünglich sollte die Klasse Weiden-Klasse heißen, da die Weiden das älteste Boot dieses Typs war; allerdings wurde die Frankenthal, obwohl später auf Kiel gelegt, früher als die Weiden in Dienst gestellt. In manchen Quellen ist der Name Weiden-Klasse parallel zum eigentlichen Namen zu finden.

## Minenjagdboote der Frankenthal-Klasse
| Klasse, Name              | Kennung Rufzeichen | Bauwerft                        | Kiellegung, Stapellauf, Indienststellung | Dislozierung/Verbleib |
| ------------------------- | ------------------ | ------------------------------- | ---------------------------------------- | --- |
| 332/11 Fulda              | M 1058 DRFC        | Abeking & Rasmussen             | n. a. 29. September 1997 5. Juni 1998    | 5. MSG, 1. MSG; 3. Minensuchgeschwader, Kiel seit 2007                                                                                                |
| 332/12 Weilheim           | M 1059 DRFD        | Lürssenwerft                    | n. a. 26. Februar 1998 26. November 1998 | 5. MSG, 1. MSG, 3. Minensuchgeschwader, Kiel seit 2007                                                                                                |
| 332/02 Weiden             | M 1060 (DRES)      | Abeking & Rasmussen             | 1. März 1990 14. Mai 1992 30. März 1993  | 1. MSG; 30. Juni 2006 außer Dienst; Verkauf an die Vereinigten Arabischen Emirate, für diese am 30. Juni 2006 als Al Hasbah in Dienst der VAE-Marine. |
| 332-B/03 Rottweil         | M 1061 DRET        | Lürssenwerft (Umbau Peenewerft) | n. a. 12. März 1992 7. Juli 1993         | 1. MSG, 3. MSG, Einsatz als MTE-Boot 5. MSG, 3. Minensuchgeschwader, Kiel Minentaucher-Einsatz-Boot des Seebataillon                                  |
| 332/10 Sulzbach-Rosenberg | M 1062 DREU        | Lürssenwerft                    | n. a. 27. April 1995 23. Januar 1996     | 1. MSG, 3. Minensuchgeschwader, Kiel seit 2000 |
| 332/04 Bad Bevensen       | M 1063 DREV        | Lürssenwerft                    | n. a. 21. Januar 1993 9. Dezember 1993   | 1. MSG, 5. MSG, 3. Minensuchgeschwader, Kiel seit 2015                                                                                                |
| 332/06 Grömitz            | M 1064 DREW        | Krögerwerft                     | n. a. 29. April 1993 23. August 1994     | 1. MSG, 5. MSG, 3. Minensuchgeschwader, Kiel seit 2015                                                                                                |
| 332/08 Dillingen          | M 1065 DREX        | Abeking & Rasmussen             | n. a. 26. Mai 1994 25. April 1995        | 1. MSG, 3. Minensuchgeschwader, Kiel seit 2007 |
| 332/01 Frankenthal        | M 1066 (DREY)      | Lürssenwerft                    | n. a. 6. Februar 1992 16. Dezember 1992  | 1. MSG, 3. MSG, 30. Juni 2006 außer Dienst; Verkauf an die Vereinigten Arabischen Emirate, für diese am 30. Juni 2006 als Al Murjan in Dienst.        |
| 332/05 Bad Rappenau       | M 1067 DREZ        | Abeking & Rasmussen             | 3. Juni 1993 19. April 1994              | 1. MSG, 3. MSG, 5. MSG, 3. Minensuchgeschwader, Kiel seit 2015 Minentaucher-Einsatz-Boot des Seebataillon                                             |
| 332/07 Datteln            | M 1068 DRFA        | Krögerwerft                     | n. a. 27. Januar 1994 8. Dezember 1994   | 1. MSG, 5. MSG, 3. Minensuchgeschwader, Kiel seit 2015                                                                                                |
| 332/09 Homburg            | M 1069 DRFB        | Krögerwerft                     | n. a. 21. April 1994 26. September 1995  | 1. MSG, 3. Minensuchgeschwader, Kiel seit 2007 |